# レヴィ分布
統計学および確率論において、レヴィ分布（英: Lévy distribution）は、非負な確率変数に関する連続確率分布である。ポール・レヴィに因んで名づけられた。レヴィ分布は、安定分布の中でも解析表現可能な確率密度関数を有する数少ない分布の一つである。その他の解析表現可能な分布には、正規分布、コーシー分布がある。

## 定義

### 確率密度関数
レヴィ分布の確率密度関数は、x ≥ μ に関して以下の式で与えられる。
{\displaystyle f(x;\mu ,c)={\sqrt {\frac {c}{2\pi }}}~~{\frac {e^{-{\frac {c}{2(x-\mu )}}}}{(x-\mu )^{3/2}}}}
ここで、μ は位置母数、c は尺度母数。

### 累積分布関数
累積分布関数は
{\displaystyle F(x;\mu ,c)={\textrm {erfc}}\left({\sqrt {c/2(x-\mu )}}\right)}
ここで、{\displaystyle \operatorname {erfc} (z)} は相補誤差関数。μ はシフト (shift) パラメータで、曲線を右へ μ だけ平行移動させ、台 (support) は区間 [μ, ∞) となる。

### 特性関数
レヴィ分布の特性関数は以下の式で与えられる。
{\displaystyle \varphi (t;\mu ,c)=e^{i\mu t-{\sqrt {-2ict}}}.}
この関数は安定分布で使用される形式を用いると以下のように書ける。
ただし α = 1/2, β = 1：
{\displaystyle \varphi (t;\mu ,c)=e^{i\mu t-|ct|^{1/2}~(1-i~\operatorname {sign} (t))}.}

### モーメント
μ = 0 の場合、レヴィ分布の n 次モーメントは以下の式で定義される。
{\displaystyle m_{n}\;{\stackrel {\mathrm {def} }{=}}\;{\sqrt {\frac {c}{2\pi }}}\int _{0}^{\infty }{\frac {e^{-c/2x}\,x^{n}}{x^{3/2}}}\,dx}
この式は、すべての n > 0 に関して発散するので、レヴィ分布のモーメントは存在しない。
モーメント母関数 は次の式で定義される。
{\displaystyle M(t;c)\;{\stackrel {\mathrm {def} }{=}}\;{\sqrt {\frac {c}{2\pi }}}\int _{0}^{\infty }{\frac {e^{-c/2x+tx}}{x^{3/2}}}\,dx}
この式は、t > 0 の場合発散するので 0 近傍では定義されない。したがって、モーメント母関数は定義されない。

## 冪乗則
正規分布を除く全ての安定分布同様、レヴィ分布の確率密度関数の裾は、冪乗則に従って低減する「heavy tail」を示す。
{\displaystyle \lim _{x\to \infty }f(x;\mu ,c)={\sqrt {\frac {c}{2\pi }}}~{\frac {1}{x^{3/2}}}.}
いくつかの c の値について確率密度関数を描いた以下の両対数グラフにこの様子が示されている。

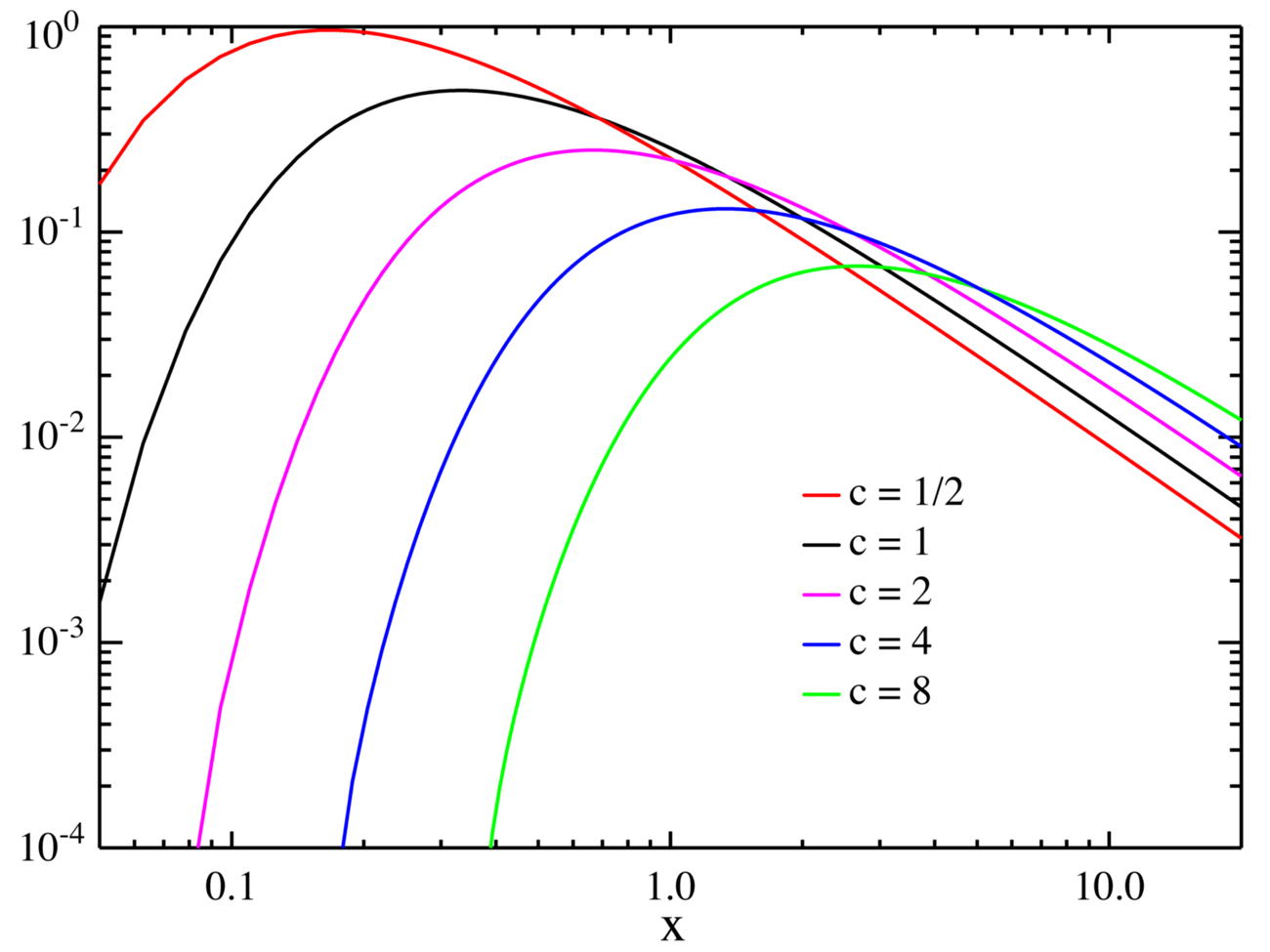
レヴィ分布の確率密度関数の両対数グラフ。ただし 。